# 昌雅妮
昌雅妮（2001年12月7日—），湖北仙桃人，中国女子跳水运动员，擅長3米跳板。華中科技大學運動訓練專業本科生。

## 生平
昌雅妮2016年搭檔台曉虎在國際泳聯跳水系列賽，其中四站贏得男女子混合10米雙人高台冠軍。
2017年，她搭檔任茜贏得國際泳聯跳水系列賽北京站和廣州站女子雙人10米台冠軍。她又與施廷懋搭檔贏得俄羅斯喀山站、加拿大溫莎站、第17届世界游泳鑰標賽，以及第十三届全運會女子雙人3米板冠軍。
2018年亚洲运动会跳水比赛，昌雅妮繼續搭檔施廷懋，贏得女子双人3米跳板金牌。。同年，還獲得國際泳聯跳水世界盃，以及任國跳水冠軍賽冠軍。
2021年，她改與陳藝文搭檔，贏得東京跳水世界盃女子雙人3米板冠軍。在第十四屆全運會，搭檔葉林希獲得女子雙人3米板亞軍。
2022年，在跳水世界盃囊括女子3米板個人及雙人「雙料冠軍」，並與陳藝文搭檔贏得世界游泳錦標賽女子雙人3米板冠軍。
2023年，昌雅妮繼續與陳藝文搭檔，贏得世界游泳錦標賽、跳水世界盃超級總決賽，以及杭州亞運女子雙人3米板冠軍。
2024年巴黎奧運，昌雅妮搭檔陳藝文贏得女子雙人3米跳板金牌，以及女子個人3米跳板銅牌。